# Minerve (S647)
El Minerve fue un submarino diesel-eléctrico de la Marina Nacional de Francia. El buque era uno de los nueve de la clase Daphné. En enero de 1968, el Minerve se perdió con toda su tripulación a bordo al regresar a su puerto base de Tolón.
El Minerve se hundió dos días después de que el submarino INS Dakar de la Marina de Israel desapareciera en el Mediterráneo oriental entre Creta y Chipre. Otros dos submarinos se perdieron por causas desconocidas en el mismo año: el submarino soviético K-129 y el estadounidense USS Scorpion. Después de más de 50 años de desaparición, el 22 de julio de 2019 se anunció el descubrimiento de la ubicación del pecio.

## Accidente
El 27 de enero de 1968, a las 07:55 CET, el submarino Minerve viajaba justo debajo de la superficie del Golfo de León usando su snorkel, aproximadamente a 46 km (25 millas náuticas) de su base en Tolón, cuando avisó a un avión Bréguet Atlantic que le acompañaba que estaría en su puesto de atraque en aproximadamente una hora. Esta resultó ser la última vez que el barco y su tripulación de seis oficiales y 46 alistados hicieron contacto. Desapareció en aguas de entre 1000 y 2000 m (3300 y 6600 pies) de profundidad.
El comandante Philipe Bouillot dijo más tarde que el nuevo capitán del Minerve, el teniente de navío André Fauve, había pasado 7.000 horas sumergido durante cuatro años en submarinos de la misma clase y nunca había tenido ningún problema. El único factor conocido que podría haber causado que se hundiera fue el clima, que era extremadamente malo en el momento de su pérdida.
La Armada francesa inició una búsqueda del submarino desaparecido, movilizando numerosos barcos, incluido el portaaviones Clemenceau y el sumergible SP-350 Denise bajo la supervisión de Jacques Cousteau, pero no encontró nada y la operación se canceló el 2 de febrero de 1968. La búsqueda del Minerve, bajo el nombre de Operación Reminer, continuó hasta 1969 y utilizó el sumergible Archimède con el buque de reconocimiento estadounidense USNS Mizar.

## Posibles causas del hundimiento

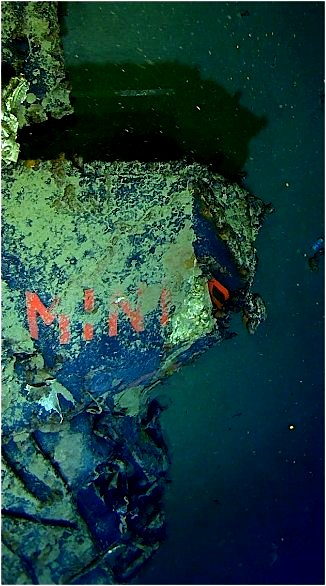
El pecio del Minerve, fotografiado en el año 2020. La parte de los restos que se ve en la foto es de la vela, despejándose mostrando las letras "MIN" y letras parciales "E" y "R" que identifican positivamente al naufragio. La inmersión se completó con el almirante de la Armada francesa (retirado) Jean-Louis Barbier.

La causa de la pérdida del Minerve no está determinada con certeza. Lo único cierto es que el tiempo era muy malo, con rachas de viento (mistral) cercanas a los 100 km/h y mar gruesa. Los sismógrafos de Cadarache, Chaudanne, Serre-Ponçon e Isola registraron una onda de choque frente a Toulon, el 27 de enero de 1968 a las 07:59:13 horas, que pudo deberse a la implosión del casco al alcanzar la profundidad de aplastamiento del submarino, unos 600 metros.
Se desconoce la ubicación exacta del hundimiento. En el momento del último contacto por radio a las 07:55 horas , la aeronave localizó al submarino al sur del sector T-65.
Según el informe de investigación de 1968, "la causa inicial más probable del accidente" residía en los posibles daños en el elevador trasero, conocido como "barra trasera", luego de un mal funcionamiento de la fuente de alimentación en aceite, lo que provocó que un ángulo se hundiera rápidamente, privando a la tripulación de cualquier posibilidad de maniobra contraria. Los daños en el timón son frecuentes en los submarinos tipo Daphne, como en el submarino Galatée en 1962, o incluso en el Gymnote en 1975; ambos deben su salvación a las profundidades superficiales. En 1964, el Diane S642, sumergiéndose a 50 metros, se hunde repentinamente 48 metros sin explicación.
El análisis de las fotos del pecio tomadas durante su descubrimiento en 2019 anima a rechazar esta hipótesis. Efectivamente, la posición de los trampolines traseros muestra que no estaban desactivados en el momento de la implosión.
La otra hipótesis principal retenida se basa en una entrada repentina de agua, principalmente debido a daños en el tubo respirador. El fallo de una válvula de estanqueidad en ausencia de efecto de las seguridades previstas en tal caso habría provocado la entrada masiva de agua en el casco, empujándolo en su pico a un fuerte picado y su rápido hundimiento. Esta posibilidad también se investiga durante el hundimiento del Eurydice (S644) algún tiempo después. En 1961 (17 de febrero), el submarino Arethuse (S635) tomó diez toneladas de agua en treinta segundos, lo que le dio un ángulo de picado de 60°. Lo mismo para Flora , 19 de febrero de 1971. En la inmersión periscópica, la entrada de agua generalmente no impide que la embarcación maniobre para regresar a la superficie. Si no tiene éxito, en tal escenario el submarino se hunde por la parte trasera, durante unos diez minutos.
La tercera causa examinada es la de una explosión; el submarino no llevaba torpedos capaces de explotar. Su batería era nueva.
La cuarta y última hipótesis, la entrada repentina de agua, también podría provenir de una colisión con otro barco, en particular un buque mercante. Esta hipótesis de entrada repentina de agua también se plantea tras las inmersiones en el pecio, el 31 de enero y el 1 de febrero de 2020.

## Descubrimiento
En octubre de 2018, Hervé Fauve, hijo del último comandante del Minerve , llevó a las familias de la tripulación a pedir nuevas investigaciones a través de los medios franceses. El submarino era el único submarino occidental desaparecido que no se había encontrado desde el final de la Segunda Guerra Mundial. El gobierno francés inició una nueva búsqueda del Minerve el 4 de julio de 2019 en aguas profundas a unos 45 km (28 millas) al sur de Tolón. El descubrimiento de la ubicación del naufragio fue anunciado el 22 de julio de 2019 por la empresa Ocean Infinity utilizando el barco de búsqueda Seabed Constructor.
Los restos del naufragio se encontraron a una profundidad de 2350 m (7710 pies), divididos en tres piezas principales esparcidas a lo largo de 300 m (980 pies) a lo largo del lecho marino. Aunque la vela del Minerve fue destruida, fue posible identificar los restos, ya que las letras "MINE" y "S" (de Minerve y S647, respectivamente) aún se podían leer en el casco.